# Luis Long
Cecil Louis Long (Londres, Inglaterra; 16 de octubre de 1854–León, México, 9 de abril de 1927), más conocido como Luis Long, fue un arquitecto, relojero e inventor británico y con ciudadanía mexicana, muy reconocido por sus obras arquitectónicas en México, en especial en las ciudades de León de Los Aldama y Guanajuato.

## Biografía
Fue hijo de Cecil Long, capitán de la marina inglesa, y de Louisa Ruding. No conoció a su padre, ya que este murió en el mar en agosto de 1854, y sólo tuvo un breve conocimiento de su madre, ya que ella moriría en octubre de 1856, tal como quedó asentado en los libros del archivo de la Parroquia de San Sebastián, en León.
Abandonó su país de origen en el año 1868, para ingresar en la Escuela de Relojería de Le Locle (Suiza); tenía entonces 14 años de edad. Después de terminar sus estudios a los 19, se trasladó a México. En mayo de 1873 arribó a Veracruz, y de allí pasó a la Ciudad de México, donde se estableció: trabajaría en su oficio en la relojería "La Esmeralda". Allí el tiempo dedicado al trabajo debió de acaparar la mayor parte de las horas del día. Como este joven era un hombre calculador, debió de vivir con austeridad, gastando con medida, decidido a hacerse de un capital fruto de su trabajo que le permitiera instalarse por sí mismo en otro espacio, y lograr su independencia económica. Durante este periodo, conoció a Frank Seter, constructor de maquinaria, a Claudio Pellandini, fabricante de vitrales, y a Ángela Peralta, reconocida cantante de ópera.
Así como México le fue atractivo como tierra de promisión, Long continuo en 1877 la busca de su lugar, el espacio en el que al fin viviera conforme a sí mismo. La ciudad de León le brindó la oportunidad después de haber hecho una escala por varios meses en ella. A partir de ese momento y hasta su muerte, este sería el espacio donde desarrollaría su gran potencial como arquitecto y constructor.

## Su obra

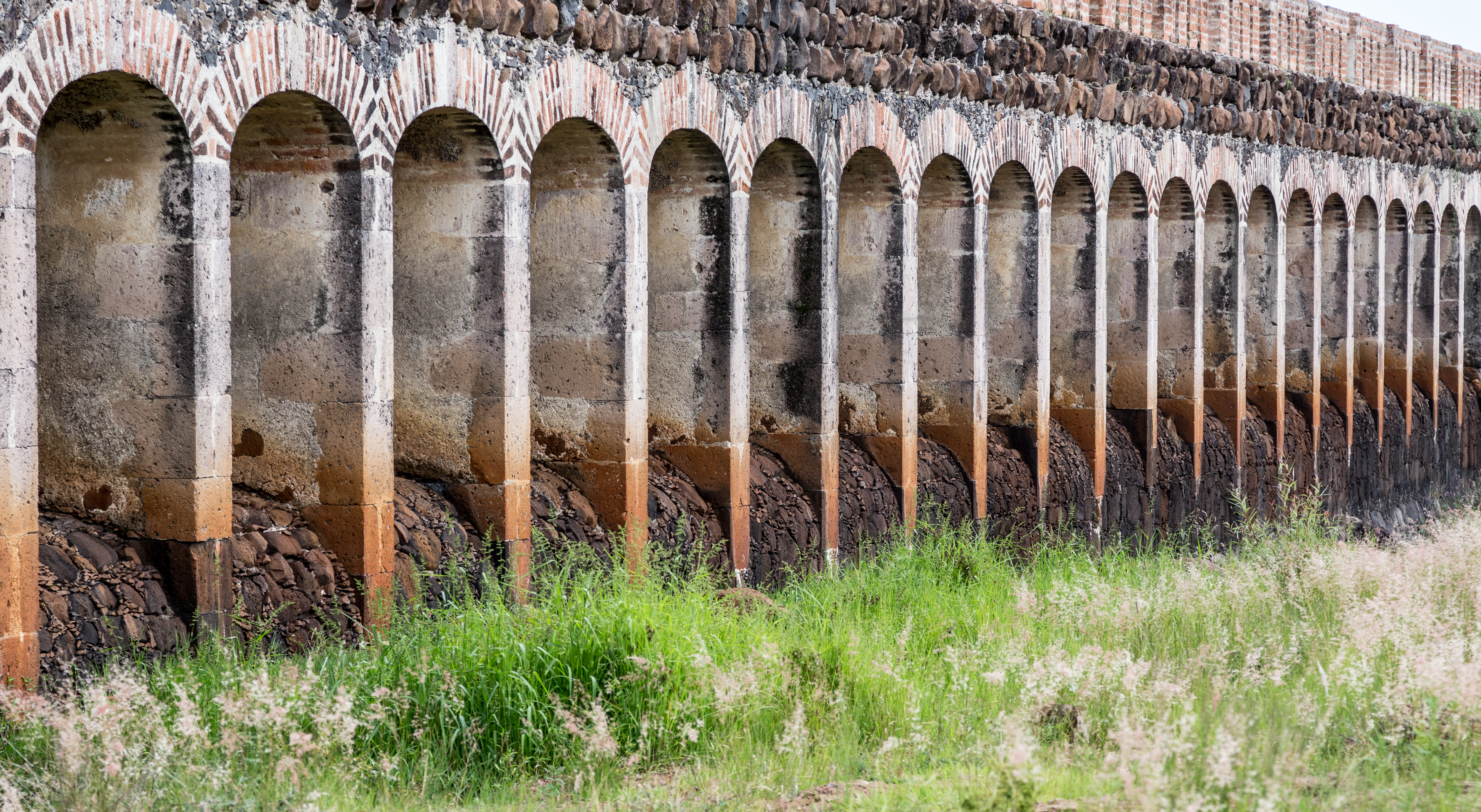
Detalle de la Presa de Jalpa de Cánovas

- 1885: Reloj de la Catedral Basílica Metropolitana de León.
- 1888: Reconstrucción de la Catedral Basílica Metropolitana de León, malecón del Río de los Gómez, Puente Barón y Morales, Techado de la inconclusa Penitenciaria del Estado.
- 1891: Capilla morisca del Señor San José.
- 1893: Remodelación del Palacio Episcopal.
- 1894: Diseño neogótico del Templo del Sagrado Corazón de Jesús en Morelia (sin llegar a construirse).
- 1895: Aula mayor y sillería del seminario, Escuela Modelo de León.
- 1896: Hospital de Celaya.
- 1897: Entrada y placa del Jardín del Cantador en Guanajuato.
- 1900: Palacio Legislativo de Guanajuato, Escuela Modelo y Palacio Municipal de Salamanca.
- 1902: Presa y Templo de Jalpa de Cánovas, en Purísima del Rincón, Guanajuato.
- 1903: Proyecto del Palacio Municipal de San Francisco del Rincón (que no ejecutó) y diseño de un teatro que no se construyó.
- 1905: Mausoleo de Tomás Barón y Morales (II Obispo de León), el Casino de León y el Portal de las Tullerías.
- 1906: Torre del templo del Inmaculado Corazón de María.
- 1907: Casa Madrazo.
- 1910: Monte de Piedad en León.

Además intervino mayor o menormente en todos estos lugares, sin fecha precisa:
Sacristía del Templo de la Soledad, Altar Mayor. Coro y Decorado del Templo de Santiago, Fachada del Templo del Calvario, Ampliación y portada del Panteón de San Nicolás, Conversión en Caño Maestro del Arroyo Machihues, Diseño del Mercado Joaquín Obregón de Guanajuato, Diseño del Mercado Morelos de Celaya, Edificio del Banco de San Luis Potosí, Edificio de la Primavera, Diseño del Templo Gótico del Sagrado Corazón en Dolores Hidalgo.